# 小堀杏奴

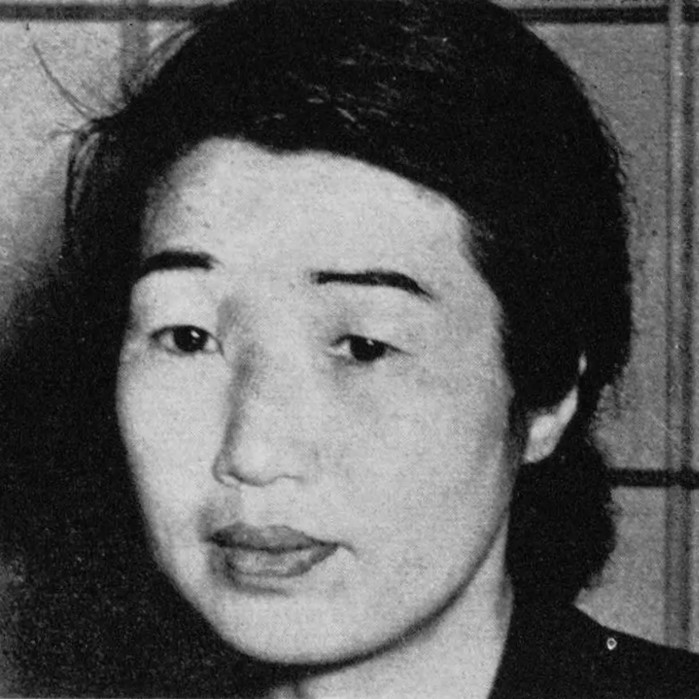
小堀杏奴

小堀 杏奴（こぼり あんぬ、1909年〈明治42年〉5月27日 - 1998年〈平成10年〉4月2日）は、日本の随筆家。東京府出身。

## 経歴
森鷗外と後妻・志げの間の次女として東京市本郷区千駄木町（現・東京都文京区千駄木）に生まれた。1913年（大正2年）12月1日、仏英和高等女学校の幼稚園に入園。1915年（大正4年）、仏英和尋常小学校に入学。しかし、弟類が誠之尋常小学校になじめず、たびたび杏奴のいる仏英和尋常小学校に来たため、4年生のときに類の通う誠之尋常小学校に転校した。当時、類が通学路で他校の児童からいじめられそうになると、持ち前の気の強さから「うちの弟をどうするのよ」といじめっ子たちを板塀に押しつけて類をかばい、類の友人の間で尊敬されていたという。仏英和高等女学校に進学した1922年（大正11年）7月、父が死去。1927年（昭和2年）、同校を卒業。
1931年（昭和6年）、類とともに画家藤島武二に師事。同年11月、類と一緒にフランスに渡り、パリで洋画を学ぶ。1934年1月に帰国。同年11月、藤島武二の仲人で画家小堀四郎と結婚。1936年（昭和11年）2月、岩波書店から『晩年の父』を刊行。同年3月3日に長女･桃子が誕生し、翌4月11日に母が死去。1938年（昭和13年）2月5日に長男･鴎一郎が誕生し、同年11月に編著『森鷗外 妻への手紙』を刊行。1945年（昭和20年）、長野県立科町に疎開。1958年（昭和33年）、カトリック入信。1984年（昭和59年）、夫と長男とともに、ベルリンやパリなどを旅行し、夫妻の旧友、画材店の娘ロジータと再会。1998年（平成10年）4月2日、88歳で死去（同年8月9日に夫も死去）。
なお、小堀家と親しくしていたバイオリニストの林龍作（1887-1960、1922年渡仏）が「この4人の家族ほど、完全な家庭を営む人たちはいない。私はいつも小堀家をおもう毎（ごと）に、古いイタリアの画家達がたびたび題材とした『聖家族』の画が眼に浮かぶのである」（小堀杏奴『その他大勢』序文）と記したように、杏奴は、よき伴侶をえて、また2人の子供にも恵まれた。もっとも、気性の激しい母と気が合わない親族とは、必ずしも良好な関係でなかった。とくに1956年（昭和31年）、弟･類が随筆『鷗外の子供たち』を刊行し、母が類の学業不振にとても落胆していた様子などを暴露したことで弟と絶交。以後、和解することはなかった。

## 鷗外研究への貢献
杏奴は、鷗外の子供4人の中で、長男於菟に次いで父の回想記を著した。『明星』の後継誌『冬柏』（とうはく。与謝野寛･晶子が主宰）に「晩年の父」と「思出」を相次いで発表し、1936年（昭和11年）に「母から聞いた話」と併せて『晩年の父』を刊行した。同書で、1888年（明治21年）に4年間の留学を終えた鷗外を追うようにドイツ人女性が来日していたことを於菟に次いで紹介した（1890年（明治23年）に鷗外の小説『舞姫』が発表されたときから世間に知られておらず、於菟が祖母から聞いた話として公表していた）。また、日露戦争出征中に鷗外が激戦地の南山を舞台につくった『扣鈕』（ぼたん）の一節「こがね髪ゆらぎし少女」を、そのドイツ人女性ではないかとし、その女性と鷗外が長い間文通をしていたこと、死期を悟った鷗外が妻に女性の写真と手紙の束とを焼かせたこと等を公表した。そのドイツ女性の候補としてアンナ・ベルタ・ルイーゼ・ヴィーゲルト（Anna Berta Luise Wiegert、1872年12月16日-1951年）がいるが、森鴎外の子供には杏奴（アンヌ）と類（ルイ）がいて関連が疑われている。
もっとも、鷗外の妹小金井喜美子は、回想記で杏奴の行為（秘密の暴露）を、たしなめながら、鷗外を追ってきたドイツ人女性を「路傍の花」と表現した。後年杏奴は、エッセイで「亡父が、独逸留学生時代の恋人を、生涯、どうしても忘れ去ることの出来ないほど、深く、愛していたという事実に心付いたのは、私が二十歳を過ぎた頃であった」と書いた。いずれにせよ、於菟と杏奴により、鷗外を追ってきたドイツ人女性の存在などが明らかにされたことは、鷗外研究の大きな転機になった。かつて『森鷗外』（1932年）を刊行した木下杢太郎は、次のように記した。原稿を執筆していたとき「先生の創作、随筆を読んだあとに、いつも諦めの心に似る寂しい感情の湧起すると云ふことを注意しました。その何故であるかは当時深く追究して見ませんでしたが、其後森家の方々が先生に関して書かれるものを見るにつけ、少しずつ其所因が理解せられるやうに思はれたのです。」
晩年の杏奴は、鷗外を主人公にしたテレビドラマ『獅子のごとく』（TBS、1978年）が放送されたこともあり、全国各地で講演などをした。
なお、2004年（平成16年）11月5日、『朝日新聞』朝刊の一面トップに、杏奴の遺品から鷗外の書簡100余通が発見されたと報じられた。遺品には、トラック一台分の古書のほか、衣装入れのクリアケースに書簡類があった。書簡の多くは全集に収録されていたものの、現物がはじめて公開された。また、杏奴が『晩年の父』で「女学校の入学試験の時二人で勉強した地理や歴史の抜書を製本したもの」と記述した鷗外手作りの教材も公開された。

## 血縁者
- 森林太郎 - 父
- 森志げ - 母
- 森於菟 - 異母兄、医者
- 森茉莉 - 姉
- 森類 - 弟
- 小堀四郎（1902年 - 1998年8月9日） - 夫、画家
- 小堀（横光）桃子 - 長女、横光佑典（作家横光利一の二男）の妻
- 小堀鴎一郎 - 長男、国立国際医療センター名誉院長。妻は嘉治隆一の娘玲子[8]。

## 著作
- 『晩年の父』岩波書店、1936年。新編・岩波文庫、1981年
- 『回想』東峰書房、1942年
- 『橡の蔭』那珂書房、1943年
- 『母への手紙』養徳社、1947年
- 『春』東京出版、1947年
- 『最終の花』みすず書房、1951年
- 『日々の思ひ』みすず書房、1954年
- 『静かな日々』河出書房、1955年
- 『小さな恋人』河出書房、1955年
- 『その他大勢』宝文館、1956年
- 『父』宝文館、1957年
- 『人生舞台』宝文館、1958年
- 『春のかぎり』みすず書房、1958年
- 『朽葉色のショール』春秋社、1971年、再版1977年／旺文社文庫、1982年、講談社文芸文庫、2003年
- 『冬枯れの美』女子パウロ会、1979年
- 『追憶から追憶へ』求龍堂、1980年
- 『不遇の人 鷗外 日本語のモラルと美』求龍堂、1982年
- 『のれんのぞき』みすず書房〈大人の本棚〉、2010年。新編
- 編著『妻への手紙』岩波新書赤版、1938年、大判1982年／新版・ちくま文庫、1996年

## 翻訳
- 『サムといたずらほたる』ピー・ディー・イーストマン、日本パブリッシング、1968年
- 『ベアくんのボーイスカウト』スタン＆ジャン・ベレンスタイン、日本パブリッシング、1968年